# Zygmunt Zander

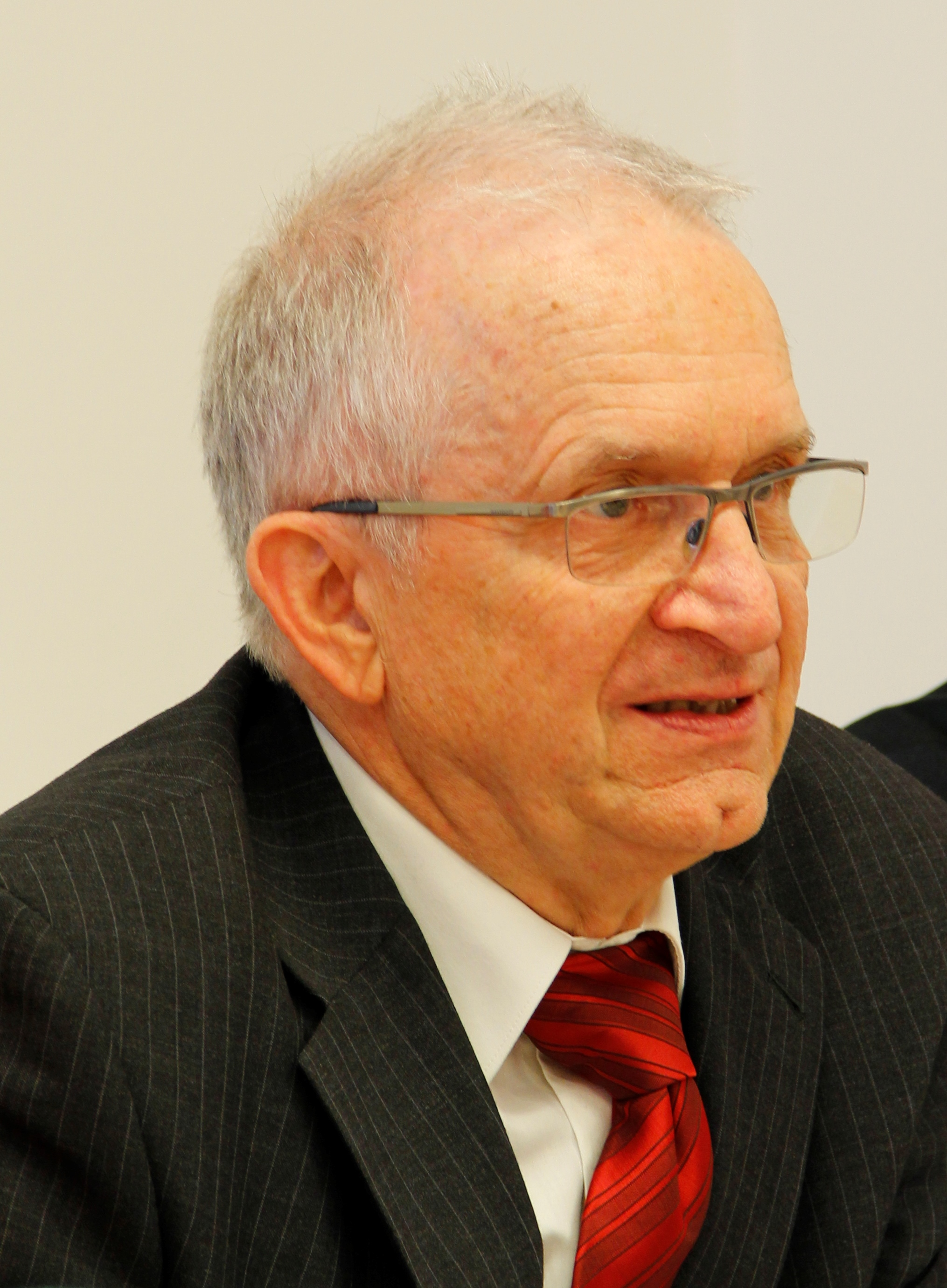
Zygmunt Zander, 2013

Zygmunt Zander ist ein polnischer Lebensmitteltechnologe und Hochschullehrer.
Er ist emeritierter Professor der Fakultät für Lebensmittelwissenschaften an der polnischen Uniwersytet Warmińsko-Mazurski in Olsztyn. Er war am Lehrstuhl für Maschinenbau und Verfahrenstechnik tätig. Zander spezialisierte sich auf die Verarbeitungsprozesse bei der Herstellung von Molkereiprodukten. Für die Ernährungs- und Landwirtschaftsorganisation der Vereinten Nationen (FAO) war er in Indien tätig.  
In seiner Forschung konzentrierte Zander sich auf die Entwicklung von Überwachungs- und Prüfgeräten in der Milchverarbeitung, die Entwicklung moderner Verfahren zur Milchpulverherstellung und die Verwendung von Membrantrennverfahren. Zander ist Mitglied im wissenschaftlichen Beirat des Institutes für Innovation in der Milchindustrie (Instytut Innowacji Przemysłu Mleczarskiego) und Mitglied sowie Gutachter bei der Polnischen Gesellschaft der Lebensmitteltechnologen (Polskie Towarzystwo Inżynierii i Techniki Przetwórstwa Spożywczego „SPOMASZ“). Außerdem ist er Mitglied der Jury zur Wahl der polnischen Milchkönigin. Seine Frau ist die ebenfalls an der Ermland-Universität lehrende Professorin Lidia Zander.